# Картамишево (Курська область)
Картамишево (рос. Картамышево) — село в Обоянському районі Курської області Російської Федерації.
Населення становить 91 особу. Входить до складу муніципального утворення Кам'янська сільрада.

## Історія
Населений пункт розташований на території українського етнічного та культурного краю Східна Слобожанщина.
Від 2004 року входить до складу муніципального утворення Кам'янська сільрада.

## Населення
| 2002 | 2010 |
| ---- | ---- |
| 127  | ↘91  |